# Gierzwałd (gromada)
Gierzwałd – dawna gromada, czyli najmniejsza jednostka podziału terytorialnego Polskiej Rzeczypospolitej Ludowej w latach 1954–1972.
Gromady, z gromadzkimi radami narodowymi (GRN) jako organami władzy najniższego stopnia na wsi, funkcjonowały od reformy reorganizującej administrację wiejską przeprowadzonej jesienią 1954 do momentu ich zniesienia z dniem 1 stycznia 1973, tym samym wypierając organizację gminną w latach 1954–1972.
Gromadę Gierzwałd z siedzibą GRN w Gierzwałdzie utworzono – jako jedną z 8759 gromad na obszarze Polski – w powiecie ostródzkim w woj. olsztyńskim na mocy uchwały nr 22 WRN w Olsztynie z dnia 4 października 1954. W skład jednostki weszły obszary dotychczasowych gromad Gierzwałd i Kitnowo oraz miejscowość Kiersztanowo z dotychczasowej gromady Kiersztanowo ze zniesionej gminy Szyldak, a także obszary dotychczasowych gromad Zapieka i Pacółtowo oraz miejscowości Dylewko i Korsztyn z dotychczasowej gromady Dylewko ze zniesionej gminy Grunwald, w tymże powiecie. Dla gromady ustalono 11 członków gromadzkiej rady narodowej.
1 stycznia 1960 do gromady Gierzwałd włączono wsie Jędrychowo, Glądy, Szczepankowo i Dylewo oraz PGR-y Młyn Szczepankowski i Szczepankowo ze zniesionej gromady Szczepankowo, a także wsie Domkowo i Kiersztanówko, kolonię Młyn Domkowski oraz PGR-y Pancerzyn i Kiersztanowo ze zniesionej gromady Rychnowo – w tymże powiecie.
Gromadę Gierzwałd zniesiono 22 grudnia 1971, a jej obszar połączono ze zniesioną gromadą Szyldak, tworząc nową gromadę Rychnowo w tymże powiecie, która przetrwała do końca 1972 roku.
W związku z kolejną reformą gminną 1 stycznia 1973 Gierzwałd stał się siedzibą gminnej rady narodowej reaktywowanej (zniesionej w 1954 roku) gminy Grunwald.
Uwaga: Nie mylić z gromadą Gietrzwałd w powiecie olsztyńskim.